# Gloria Garayua
Gloria Garayua (n. 18 de octubre de 1978) es una actriz estadounidense de cine y televisión. Hizo su debut en el cine en un papel pequeño en Fun with Dick and Jane. Luego apareció en Six Feet Under y Weeds, fue elegida para Grey's Anatomy.
Nacida y criada en Bronx, es de ascendencia de Puerto Rico. Actualmente vive en Los Ángeles. Es una pianista. 